# Cesarska citadela Thăng Long
Cesarska citadela Thăng Long (vietnamsko Hoàng thành Thăng Long; chữ Hán 皇城昇龍), dobesedno »Cesarska citadela vzhajajočega zmaja« z nekdanjim cesarskim mestom je stala na zahodnem bregu reke Sông Hồng v Hanoju, glavnem mestu Vietnama. Bila je cesarski dvor več vietnamskih cesarskih dinastij, pod katerimi je bil Thăng Long glavno mesto z različnimi imeni med letoma 1010 in 1802.
Od leta 2001 je bilo na ulici Hoàng Diệu ponovno odkritih 18 delov zgodovinskega mesta, pomembne najdbe pa so bile odkrite zlasti med delom na novi stavbi državnega zbora Hội trường Ba Đình nasproti mavzoleja Ho Chi Minha. Arheološka izkopavanja potekajo od leta 2002. Osrednje območje citadele je bilo leta 2010 razglašeno za Unescov seznam svetovne dediščine. Območje svetovne dediščine obsega 20 ha od skupne površine citadele 140 ha.

## Zgodovina

### Predzgodovina
Pokrajina okoli glavnega mesta Hanoja v delti Rdeče reke s svojo pestro zgodovino velja za zibelko vietnamske kulture.
Legendarnemu kraljestvu Văn Lang (vietnamsko 文郎) plemena Lạc Việt je vladalo 88 kraljev Hùng iz dinastije Hồng Bàng. 257 pr. n. št. je Thục Phán (蜀泮, vladarsko ime An Dương Vương) iz plemena Âu Việt pri Phật Tíchu v današnji provinci Bắc Ninh premagal zadnjega od kraljev Hồng. Nato je združil Văn Lang s svojo državo Tây Âu in ustanovil kraljestvo Âu Lạc. Kot prestolnico je zgradil citadelo Cổ Loa Thành (Hán Việt 古螺, starodavni polžji grad ali spiralni grad) blizu Phong Khêja v podeželskem okrožju Đông Anh v Hanoju, severno od današnjega središča mesta. Ime se nanaša na obliko obročastih zidov okoli trdnjave. Danes je ohranjenih le nekaj ostankov. Po dolgi vojni s kitajsko dinastijo Čin je Âu Lac osvojil leta 208 ali 207 pr. n. št. severnokitajski general Zhào Tuó (Hán tự 赵佗/趙佗 W.-G.: Chao T'o, vietn.: Triệu Đà). Ko je državo Čín osvojila država Zahodni Hàn, je Triệu Đà svoje neodvisno kraljestvo poimenoval Nam Việt (Hán tự 南越, pinjin Nányuè, južni Việt), prevzel kraljevsko ime Vũ Vương (vietnamsko 南越, Wǔ Wáng) in ustanovil dinastijo Triệu. Do leta 203 pr. n. št. je bilo njihovo glavno mesto zgrajeno v Phiên Ngungu, današnjem Panyuju.
111 pr. n. št. med pozno dinastijo Han (Vzhodni Han) so čete cesarja Wǔdìsa priključile Nam Việt in ga vključile v Kitajsko cesarstvo kot prefekturo Giao Chỉ (郡 jùn (quận), 交趾 Jiāozhǐ). Med uporom sester Trưng proti kitajskim okupatorjem v letih 40–43 je Mê Linh, 40 km zahodno od današnjega osrednjega Hanoja, služil kot njihov sedež. Od leta 541 so se Vietnamci pod Lý Bíjem (Lý Bôn) v tedanji kitajski provinci Jiaozhou (交州, vietnamsko Giao Châu) uprli oblasti dinastije Liang. Med tem Lýjevim uporom se je Lý Bí leta 544 z vladarjevim imenom Lý Nam Đế razglasil za »južnega cesarja Lýja« in svoje kraljestvo imenoval Vạn Xuân (»Deset tisoč let pomladi«). Središče vlade je postavil v Long Biên, današnje okrožje Hanoja, kjer je ostal do leta 602, med bojem za neodvisnost pod generalom Triệu Việt Vươngom. To obdobje zgodovinarji imenujejo tudi zgodnejša dinastija Lý (Nhà Tiền Lý, 前李朝).
Leta 607 so Kitajci ustanovili upravno središče z imenom Tống Bình (宋平) ob sotočju rek Sông Đuống in reke Tô Lịch z Rdečo reko in zgradili utrdbo Đại La (大羅, Velika mreža), ki se je nenehno obnavljala. Razširjena med letoma 866-870, v času dinastije Tang, je pod generalom Cao Biềnom (Gāo Pián) ta citadela dosegla svoj največji obseg. Po starih kronikah je šest kilometrov dolgo in osem metrov visoko zunanje obzidje pokrivalo 55 stražnih stolpov in imelo pet velikih vrat. Med kitajsko okupacijo se je ime Tống Bình spremenilo v Long Đỗ (龍肚, zmajev trebuh). Da bi ubranil kitajsko ekspedicijsko floto, je general Ngô Quyền leta 938 dal zabiti v reko Bạch Đằng blizu Hải Phònga bambusove palice z železnimi konicami. Ko je plima odtekla, so ladje preluknjali koli in več kot polovica se je potopila. S tem se je končalo več kot tisočletno kitajsko vladanje nad Severnim Vietnamom. Leta 939 je Ngô Quyền ustanovil neodvisno državo Đại Cồ Việt in staro trdnjavo Cổ Loa postavil za glavno mesto. Ustanovitelj dinastije Đinh in prvi vietnamski cesar Đinh Bộ Lĩnh je leta 968 prestolnico cesarstva preselil blizu svojega rojstnega kraja Gia Viễn v Hoa Lư v občini Trường Yên. Tukaj, sredi sušnega zaliva Ha Long, zdaj v provinci Ninh Bình, je bila varno oddaljena od kitajske meje in tam ostala med dinastijami Đinh in zgodnejšimi Lê do leta 1009.

### Od Đại La do Thăng Longa
Leta 1009 se je Lý Công Uẩn povzpel na prestol pod vladarskim imenom Lý Thái Tổ in s tem ustanovil dinastijo Lý. Leta 1010 je izbral Đại La za svojo rezidenco in kraj poimenoval Thăng Long (昇龍, 'vzhajajoči zmaj'). Po legendi naj bi imel videnje rumenega zmaja, ki se dviga iz vode na bregovih Tô Lịcha. Nova cesarska rezidenca je bila zgrajena na ruševinah kitajske trdnjave in na izsušeni naplavini, katere arhitektura je temeljila na kitajskih vzorih. V kvadratnem notranjem kraljevem mestu (Hoàng Thành) so bile najpomembnejše stavbe razporejene vzdolž osi sever-jug, s prestolno dvorano, thumbstrstvi in upravnimi stavbami v sredini. Na severu je bilo Vijolično prepovedano mesto (Tử Cấm Thành), zgrajeno od leta 1029, z okrašenimi palačami in vrtovi, kjer je prebivala kraljeva družina. To notranje območje je obdajal tudi trg Zunanje mesto (Kinh Thành) s četrtmi preprostih ljudi, trgovcev in obrtnikov, ki je bil razdeljen na 61 blokov (Phường). Kot relikt tega priljubljenega mesta, ki je oskrbovalo tudi palače, je še danes mogoče obiskati »četrt 36 cehovskih ulic« (vietnamsko Hà Nội 36 phố phường) v Hanoju, ki je nastala v 15. stoletju.
Na začetku dinastije Lý je država doživela razcvet v politiki, adthumbstraciji, kulturi in veri, kar se je odrazilo tudi v širitvah Thăng Longa. Leta 1049 je na primer sin Lý Thái Tổ, kralj Lý Thái Tông, dal zgraditi pagodo enega stebra (vietnamsko Chùa Một Cột). Leta 1054 je njegov sin Lý Thánh Tông spremenil ime cesarstva v Đại Việt (大越, Veliki Viet). Leta 1070 je zgradil konfucijanski tempelj Literature Văn Miếu - Quốc Tử Giám (文廟) kot nacionalno akademijo, prvo akademijo v državi, v kateri so se od leta 1076 do 1915 poučevali sinovi mandarinov. Sprva so se na akademiji za sinove naroda šolali le člani kraljeve družine, pozneje tudi sinovi drugih dvornih plemiških družin. Od leta 1393 je bilo dovoljeno, da tukaj nadaljujejo svoje usposabljanje člani zemljiškega plemstva, ki so opravili cesarski državni izpit. Zbirka 82 kamnitih stel v templju Literature, na katerih so vtisnjeni datumi diplomantov cesarskih izpitov med dinastijama Lê in Mạc od 1442 do 1779, je bila 9. marca 2010 vpisana v Unescov register spomina sveta.. Gradbeniki so citadelo zaščitili pred občasnimi poplavami Rdeče reke z gradnjo nasipov in kanalov, umetnost, ki se je od takrat izpopolnjevala v delti reke.
V vojni Lý Song med Đại Việtom in kitajsko dinastijo Song se je general Lý Thường Kiệt leta 1077 boril proti kampanji čet cesarja Šénzōnga, ki jih je vodil general Quách Quỳ na reki Song Như Nguyệt, delu Song Cầuja severno od citadele Bắc Ninha. Leta 1225 je dinastija Trần prevzela oblast in obdržala prestolnico. Med letoma 1257 in 1288 so Thăng Long trikrat napadli Mongoli in ga popolnoma uničili. Leta 1288 je general Trần Hưng Đạo porazil čete Kublajkana pri zgodovinski reki Bạch Đằng. Leta 1371, 1377 in 1383 so čete Champa pod kraljem Chế Bồng Nga (Po Binasuor) osvojile citadelo. Leta 1400 je upornik in uzurpator Hồ Quý Ly končal vladavino dinastije Trần in vodil kraljestvo, ki se je preimenovalo v Đại Ngu med edino sedemletno dinastijo Hồ. Sedež vlade je bil prestavljen v Citadelo dinastije Ho (Thành nhà Hồ), zgrajeno leta 1397. Od te trdnjave v Thành Tây Đô (西都, zahodna prestolnica) v današnjem okrožju Vĩnh Lộc v provinci Thanh Hóa so ostale samo ruševine, razen vrat. Thăng Long je Hồ Quý Ly preimenoval v Đông Đô (東都, vzhodno mesto).
Od leta 1406 so čete kitajske dinastije Ming pod vodstvom cesarja Jongleja pokorile ves Đại Việt (vojna Annam) in uničile trdnjavo Đông Đô, katere ime so spremenili v Đông Quan (東關, Vzhodna vrata). Leta 1428 je ustanovitelj dinastije Hậu Lê Lê Lợi, ki je posmrtno dobil tempeljsko ime Lê Thái Tổ, uspel doseči dogovor s cesarjem Ming Xuandejem in osvoboditi Vietnam izpod kitajske oblasti v zameno za plačilo davka. Nguyễn Trãi (Hán Tự 阮廌, sodno ime Ức Trai (抑齋); * 1380; † 1442) vietnamski konfucijanski učenjak, politik, strateg in pesnik, naj bi imel pomembno novinarsko vlogo. Lê Lợi je ponovno prebival v citadeli ob Rdeči reki, kjer je dal zgraditi veličastne palače in templje in ki jo je leta 1430 preimenoval iz Đông Quan v Đông Kinh (東京, vzhodno kraljevo mesto). (Opomba: Kitajski znaki ali kandži 東京 se nanašajo tudi na japonsko prestolnico Tokio.) Stoletnica, ki se je začela z vzponom Lê Thái Tổ na oblast, se imenuje tudi »zlata doba« vietnamske državne obrti, zgodovine in kulture določeno. Vojaki petega cesarja kasnejše dinastije Lê, Lê Thánh Tônga, ki je vladal od leta 1460, so leta 1471 uspeli osvojiti Champi. Portugalskim pustolovcem in trgovcem, ki so vstopili v državo od leta 1516, so od leta 1527 sledili katoliški misijonarji iz več evropskih držav. Ti so označevali severni del Vietnama kot Tonkin po Đông Kinhu. Med vmesnim obdobjem dinastije Mạc (1527-1592) in do konca druge vladavine dinastije Hậu Lê leta 1778 je citadela obdržala to ime.

### Delitev države in Phú Šuân
Obdobje delitve Đại Việta se je začelo okoli leta 1520 z državnim udarom Mạc Đăng Dunga, stotnika telesne straže na dvoru Lê. Njeni najmočnejši nasprotniki v tej fazi slabljene dinastije Lê so bile knežje družine Trịnh pod Trịnh Duy Đạijem in Trịnh Duy Sảnom ter Nguyễn pod Nguyễn Hoàng Dụjem. Po nekaj časa naraščajočih napetostih so ti pobegnili na jug v svojo skupno domovino na območju Thanh Hóa v spremstvu cesarja Lê Chiêu Tônga »za njegovo zaščito«. Leta 1522 ga je odstavil Mạc Đăng Dung in ga nadomestil njegov brat Lê Cung Hoàng. Lê Chiêu Tông je leta 1526 postal žrtev napada sil Maca. Malo kasneje sta bili umorjeni tudi poglavarji Trịnh in Nguyễn. Leta 1527 je Mạc Đăng Dung dal ubiti tudi cesarja Lê, Lê Cung Hoànga in se razglasil za cesarja. Z umestitvijo svojega sina Mạc Đăng Doanha za cesarja Thái Thượng Hoànga je poskušal utrditi moč kratkotrajne dinastije Mạc.
Nguyễn Kim, nekdanji visoki uradnik na dvoru Lê, se je uprl Mạcu in podprl kralja Lê Trang Tônga pri obnovi Lê vladavine na območju Thanh Hóa. Trịnh in Nguyễn sta vstopila v spopad, da bi domnevno podprla kralja Lê, vendar sta sledila lastnim interesom oblasti. Začela se je faza boja med temi knežjimi družinami proti Mạc, ki je prerasla v državljansko vojno in se končala leta 1592 z zatrtjem Mạc. Zdaj sta se za prevlado borili dinastija Trịnh z začasno podporo nizozemskih trgovcev in dinastija Nguyễn s pomočjo Portugalcev. To je okoli leta 1600 povzročilo razkol v državi, ko je Nguyễn Hoàng preselil glavno mesto svojega južnega cesarstva v Phú Xuân, današnji Huế v osrednjem Vietnamu. Trịnh Tráng je še naprej vladal severnemu kraljestvu od Đông Kinha. Boj za oblast je od leta 1627 eskaliral v odprto vojno, med katero je spodletelo sedem ofenziv vojsk Trịnh proti Phu Xuânu. Od leta 1651 so Nguyễn prav tako šli v ofenzivo, vendar jih je Trịnh Tạc leta 1655 odbil. Leta 1672 je z Nguyễn Phúc Tầnom sklenil premirje, ki je zapečatilo delitev države. V naslednjih sto letih sta se oba dela države razvijala neodvisno drug od drugega.
Leta 1771 je med brati Tây Sơn (西山) izbruhnil kmečki upor, ki sta leta 1775 zavzela Phu Šuân. Eden od treh bratov, ki so vodili vstajo, Nguyễn Nhạc, je bil leta 1778 ustoličen kot cesar Thái Đức in Chà Bàn v Quy Nhơnu je postal njegova rezidenca. Leta 1778 je imel Charles Chapman ml., ki je raziskoval vpliv in trgovinske priložnosti Britanije in  Britanske vzhodnoindijske družbe, avdienco pri kralju. Tháiju Đứcu je leta 1786 sledil njegov brat general Nguyễn Huệ (阮惠, 1753–1792), ki je leta 1775 združil državo in postal drugi kralj dinastije Tây Sơn Nguyễn (1778–1802) kot Bắc Bình Vương. Leta 1788 si je dal ime Quang Trung in preselil sedež vlade v Phu Xuân. Zaradi nemirov so kitajski napadalci leta 1780 znova zasedli citadelo Đông Kinh, vendar jih je Quang Trung leta 1789 pregnal iz Đông Kinha in države Đại Việt. Med kratko vladavino dinastije Tây Sơn se je citadela imenovala Bắc Thành (北城, Severna trdnjava).
Obdobje od 1533 do 1789, v katerem je poznejša dinastija Lê postavila cesarje na severu razdeljene države, ki pa niso imeli oblasti, se v vietnamščini imenuje Nhà Lê trung hưng, zgodovinarji pa ga imenujejo Prenovljena ali Obnovljena dinastija Lê. Leta 1789 je princ Nguyễn Phúc Ánh iz vplivne trgovske družine Nguyễn s francosko pomočjo zmagal v državljanski vojni, ki je sledila propadu vladavine Tây Sơn, in bil okronan za kralja Gia Longa. Francosko podporo na jugu je zlasti spodbujal misijonar in škof Pierre Pigneau de Behaine, ki je deloval kot prinčev svetovalec. Francoski vojaški inženir Victor Olivier de Puymanel je imel pomembno vlogo pri oblikovanju vojske Nguyễn kot vojaški reformator in graditelj trdnjav. Leta 1802 so čete Gia Longa zavzele Bắc Thành, a je leta 1804 v strahu pred vstajami tudi on preselil rezidenco cesarstva, ki ga je v soglasju s kitajskim cesarjem Jiaqingom poimenoval Việt Nam, v svoje rojstno mesto Huế.

### Dinastija Nguyễn in obdobje kolonizacije
Pod dinastijo Nguyễn (1802-1945) je citadela postala drugi kraljevi sedež in se preimenovala v Thăng Long. Vendar se je pomen nekoliko spremenil. Znaki 昇隆, ki so zdaj v uporabi, so povezovali »vzpon« z naraščajočo blaginjo, znak za »zmaja« pa je bil nadomeščen z znakom za »cvet«. Medtem ko je Gia Long veličastno širil glavno rezidenco Huế, je dal obnoviti Thăng Long. Citadela je bila na novo zgrajena med letoma 1802 in 1812 po načrtih francoskih gradbenih mojstrov. Leta 1831 je bilo pod cesarjem Minh Mạngom prvič uporabljeno sedanje ime Hà Nội (河内, »mesto med rekami«), saj naj bi bil zmaj v klasičnem imenu rezerviran za glavno mesto Huế kot simbol cesarske moči. Kraljestvo se je leta 1820 preimenovalo v Đại Nam, od leta 1839 pa se je preimenovalo v Việt Nam.
Leta 1872/73 je francoski pustolovec in trgovec Jean Dupuis s svojimi orožarskimi posli z južno Kitajsko, ki jih Vietnamci niso odobravali, sprožil incident, med katerim je s svojo zasebno vojsko plačancev in 100 francoskimi vojaki zasedel citadelo. Guverner Cochinchine, admiral Marie-Jules Dupré, ki ga je prosil za podporo, je poslal vojake pod raziskovalcem in častnikom Francisom Garnierjem, ki so v nasprotju z njegovimi navodili 20. novembra 1873 zavzeli mesto in uničili velike dele citadele. Vietnamska stran, katere slabo opremljena in izurjena vojska se ni mogla učinkovito upreti Francozom, je prosila za pomoč vojsko Črne zastave pod vodstvom Liú Yǒngfúja (vn. Lưu Vĩnh Phúc), ki je dejansko premagala Francoze. Med bojnimi operacijami je Garnier 21. decembra padel.
Leta 1881 je francoska vlada po ponavljajočih se vietnamskih pritožbah nad dejavnostmi in obnašanjem francoskih trgovcev poslala majhno enoto pod poveljstvom Henrija Laurenta Rivièra v Hanoj, da bi raziskala incidente. Potem ko je prišlo do odpora proti prisotnosti francoskih čet, je Rivière 25. aprila 1882 ukazal napad na citadelo, pri čemer ni upošteval nasprotnih ukazov. Čeprav so se Francozi takoj umaknili in nadzor nad citadelo vrnili Vietnamcem, so bili prav tako vznemirjeni zaradi Rivièrovih agresivnih dejanj kot njihova zaščitna sila, Kitajska. Vietnamska vlada pa je Črne zastave pozvala k podpori. 10. maja 1883 je Liú Yǒngfú objavil preveliko vabilo Francozom, naj se udeležijo bitke na mestnem obzidju Hanoja. Temu je 19. maja sledila bitka pri mostu Cầu Giấy (francosko Pont de Papier), v kateri so francoske čete doživele hud poraz in Rivière je padel.
Naslednje obdobje se v Vietnamu imenuje tudi Tứ nguyệt tam vương (»štiri lune, trije kralji«). Po podpisu pogodbe o začasnem protektoratu, o kateri se je še vedno pogajal s cesarjem Tự Đứcom, njegov brat Hiệp Hòa, ki je sledil Dục Đứcu, 25. avgusta 1883 v Huế in po tem, ko je velika francoska ofenziva odločilno oslabila vojsko Črne zastave, so Francozi proti koncu leta 1883 razglasili Hà Nội za glavno mesto Tonkina in leta 1887 za upravno središče Unije Indokina (Francoska Indokina). Kolonialni vladarji so južno od starega Hanoja zgradili moderno upravno mesto, za katerega so porušili dele citadele in cesarskih palač. 1. januarja 1902 je bila prestolnica Unije Indokina prestavljena iz Sài Gòna v Hanoj.

### Hiša D67
Severno od sedanjega Muzeja vojaške zgodovine, na mestu nekdanjega Prepovedanega mesta, je hiša D 67 (Nhà D67) v predorih, med drugimi kolonialnimi stavbami, kjer je bil od leta 1954 do 1975 sedež severnovietnamskega generalštaba pod generalom Võ Nguyên Giápom. Mreža bunkerjev, globoka do 70 m, s 60 cm debelimi zidovi in evakuacijskimi tuneli, je bila zgrajena leta 1967 pod ostanki templja Kính Thiên. Med vietnamsko vojno se je tja začasno umaknil politbiro. Objekt je odprt za obiskovalce od leta 2004.
- Vhod v hišo D 67
- Stopnice do bunkerja
- Konferenčna soba v bunkerju
- Levi vhod v konferenčno sobo
- Oprema, uporabljena med vojno

## Vredno ogleda
Ostanki citadele Thăng Long in najdbe v ulici Hoàng Diệu so značilni za regionalno kulturo, ki se je razvila v spodnjem toku Sông Hồnga z vplivi Kitajske na severu in Champa na jugu. Relikvije različnih obdobij so večinoma v okrožju Ba Đình.
- Citadela Hà Nội vzhodno od ostankov Thăng Longa (21°2′11″N 105°50′34″E / 21.03639°N 105.84278°E) Po petdesetih letih kot zaprto vojaško območje je zdaj spet delno odprto za obiskovalce.
- Centralna vrata (Đoan Môn, (21°2′7″N 105°50′28″E / 21.03528°N 105.84111°E)
- Severna vrata (Cửa Bắc ali Cổng Bắc, Hán Việt-Name Chính Bắc Môn (正北門), (21°2′25″N 105°50′28″E / 21.04028°N 105.84111°E) z reliefnimi napisi chữ Hán.
- Stolp z zastavo (Cột cờ Hà Nội, 21°1′57″N 105°50′23″E / 21.03250°N 105.83972°E), 33,4 m visok stolp zastave, eden od simbolov mesta, se še vedno uporablja kot vojaška postojanka. Zgrajen je bil v dinastiji Nguyễn od 1805 do 1812 in za razliko od večine struktur v citadeli ni bil uničen med francosko okupacijo.
- Najdišče izkopavanj na ulici Hoàng Diệu 18 s površino 40.000 m²[11] trenutno ni odprto za javnost zaradi arheoloških del.
- Tempelj Kính Thiên (Điện Kính Thiên, (21°2′13″N 105°50′25″E / 21.03694°N 105.84028°E)  zgrajen pod Lê Thánh Tôngom v pozni dinastiji Lê in večinoma v poznem 19. stoletju uničen s strani Francozov
- Paviljon princese (Hậu Lâu, (21°2′16″N 105°50′25″E / 21.03778°N 105.84028°E), zgrajen v skladu z nauki feng šuja, uničen leta 1870 in kasneje rekonstruiran s strani Francozov.
- Pagoda enega stebra (Chùa Một Cột, (21°2′9″N 105°50′1″E / 21.03583°N 105.83361°E), ki so jo uničili Francozi, danes je mogoče videti repliko.
- Tempelj Literature (Văn Miếu, (21°1′43″N 105°50′9″E / 21.02861°N 105.83583°E)
- Najdišče izkopavanj v dvorani Ba Đình s površino 16.000 m² (21°2′13″N 105°50′14″E / 21.03694°N 105.83722°E).

## Galerija
- Politični zemljevid Azije okoli leta 1200
- Zgodovinski zemljevid, 1873, pobarvan
- Hanoj na zemljevidu japonskega ministrstva za železnice leta 1920
- Severna vrata hanojske citadele od zunaj…
- ...in od znotraj (1884/1885)
- Trenutni posnetek severnih vrat
- Tempelj Kính Thiên, pozna dinastija Lê, uničen v 19. stoletju
- Glavna dvorana templja Literature
- Ploščica z motivi krizantem, 11.-12
- na naslovu Hoàng Diệu 18